# Paranaleptes reticulata
Paranaleptes reticulata là một loài bọ cánh cứng trong họ Cerambycidae.